# サルコジ法

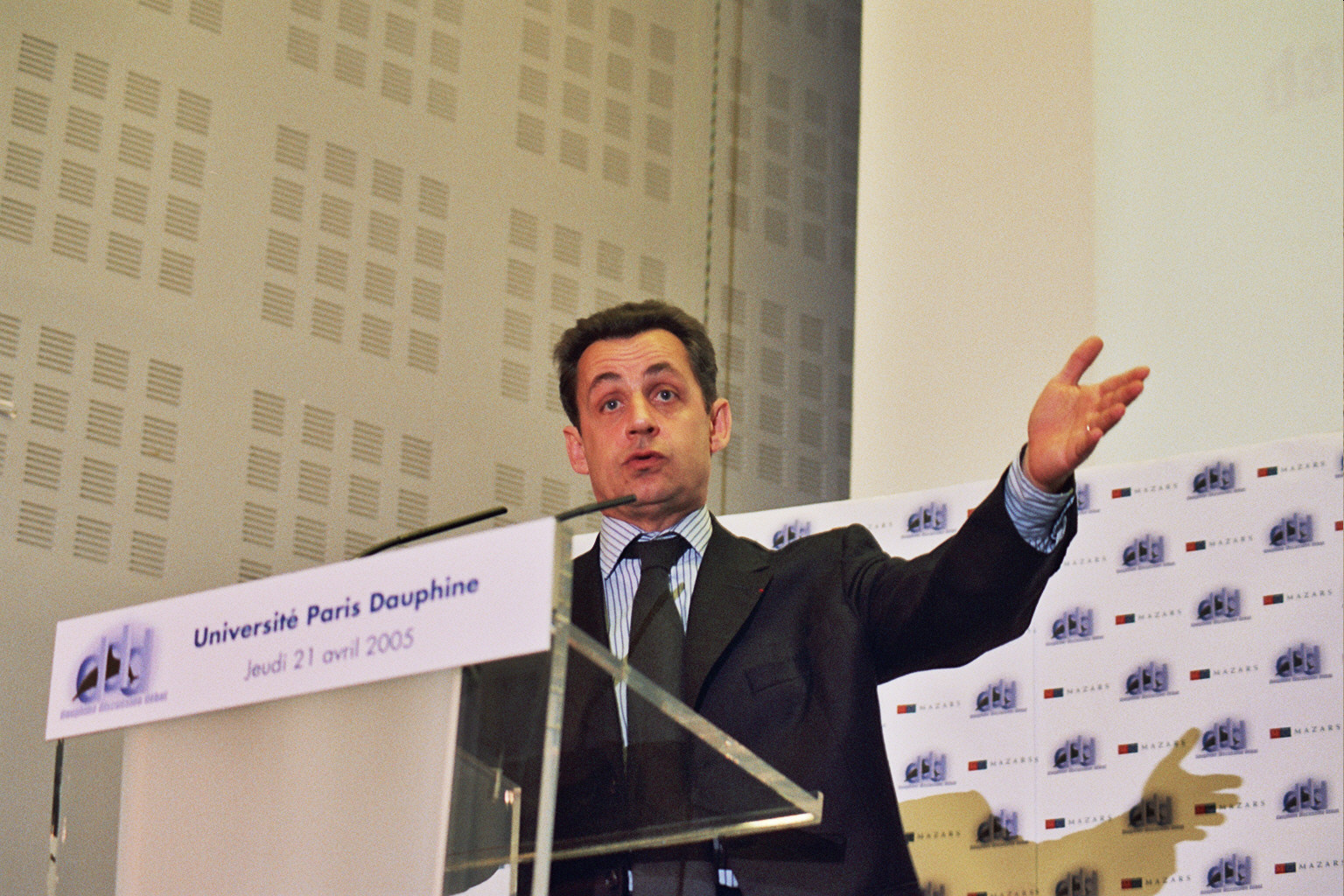
2005年4月にパリ第9大学ドーフィーヌ校で講演するニコラ・サルコジ内相（当時）

サルコジ法（サルコジほう、Loi Sarkozy）は、フランスのニコラ・サルコジ内相が策定した法律。正式名称は、国内治安のための法律（Loi nº 2003-239 du 18 mars 2003 pour la sécurité intérieure）。サルコジ法は治安活動の効率改善、治安の回復に寄与する公職にある者の権限・職能を強化し、併せてこうした公職に従事する者とその家族の最善の保護を保障することなどを内容とするもので2002年10月23日に閣議に提出し了承を得られ、両院で審議され2003年3月18日に成立した。2003年3月19日に施行された。

## 売春婦の客引き・ホームレスの物乞いを禁止
- 同法で注目されたのはまず売春に関する条項である。同法では、報酬の見返りとして性的関係を勧誘する行為（客引き）は、2か月の拘禁刑及び3750ユーロの罰金が科せられるようになった。フランスでは街娼が公道で客引きするのは名物であり、パリ西部にあるブローニュの森は夜、街娼・男娼が数多く立ち、客引きをする場所として知られていた。しかし、サルコジ法によって、街娼の姿は街から消えることになった。

- 同法では物乞いに対する条項も注目された。サルコジ法によって、「攻撃的な物乞い又は獰猛な動物を使った物乞いを行った者」には、6か月の拘禁刑及び3750ユーロの罰金に処すことになった。また、人に物乞い行為をさせ、それを搾取した者は、3年の拘禁刑及び4万5000ユーロの罰金に処し、さらに未成年者、障害者等々の社会的弱者に物乞いをさせ、搾取した者は、5年の拘禁刑及び7万5000ユーロの罰金に処すようになった。悪質な物乞いには厳罰をもって臨むというのがサルコジ法の特徴だ。

## 若者の集まりを取り締まり
- 最後に、サルコジ法の特筆すべき点は「若者による建物の占拠」に関する項目である。建物のホール、エレベーターなどの共有スペースに若者が集合することには、2か月の拘禁刑が科されるようになった。建物の居住者の通行を妨げ、暴力又は脅迫の行為が伴う場合には、これに3750ユーロの罰金刑が加重される。